# 1724年の相撲
1724年の相撲（1724ねんのすもう）は、1724年の相撲関係のできごとについて述べる。

## 興行
- 5月場所（京都相撲）[1]
  - 興行場所:二条川東御所稲荷